# العصفورة السعيدة
العصفورة السعيدة مسرحية سورية موجهة للأطفال والأسرة بطولة دريد لحام وأسرة تشرين المسرحية السورية.
وهي مسرحية هادفة موجهة للأطفال والأسرة.

## وصلات خارجية
رابط مشاهدة المسرحية كاملة